# Jean-Marc Pontvianne
Jean-Marc Pontvianne (Nîmes, 6 agosto 1994) è un triplista francese.

## Palmarès
| Anno | Manifestazione   | Sede     | Evento       | Risultato | Prestazione | Note |
| ---- | ---------------- | -------- | ------------ | --------- | ----------- | ---- |
| 2013 | Europei U20      | Rieti    | Salto triplo | 16º (q)   | 14,94 m     |      |
| 2014 | Mediterraneo U23 | Aubagne  | Salto triplo | Bronzo    | 16,09 m     |      |
| 2015 | Europei U23      | Tallinn  | Salto triplo | 13º (q)   | 15,86 m     |      |
| 2017 | Europei indoor   | Belgrado | Salto triplo | 6º        | 16,90 m     |      |
| 2017 | Mondiali         | Londra   | Salto triplo | 8º        | 16,79 m     |      |
| 2018 | Europei          | Berlino  | Salto triplo | 7º        | 16,61 m     |      |
| 2019 | Mondiali         | Doha     | Salto triplo | 26º (q)   | 16,31 m     |      |
| 2021 | Giochi olimpici  | Tokyo    | Salto triplo | nm (q)    | nm (q)      |      |
| 2022 | Mondiali indoor  | Belgrado | Salto triplo | 7°        | 16,62 m     |      |
| 2022 | Mondiali         | Eugene   | Salto triplo | 8º        | 16,86 m     |      |
| 2022 | Europei          | Monaco   | Salto triplo | Bronzo    | 16,94 m     |      |
| 2023 | Mondiali         | Budapest | Salto triplo | 14º (q)   | 16,64 m     |      |
| 2024 | Europei          | Roma     | Salto triplo | 6º        | 17,04 m     |      |
| 2024 | Giochi olimpici  | Parigi   | Salto triplo | 13º (q)   | 16,79 m     |      |